# Giuseppe Falcomatà
Giuseppe Falcomatà (Regio de Calabria, 18 de septiembre de 1983) es un abogado y político italiano.
Desde el 29 de octubre de 2014 se desempeña como alcalde de Regio de Calabria.